# Michel Navratil
Michel Navratil (n. 13 de agosto de 1880 en Sereď, Región de Trnava - f. 15 de abril de 1912 en el Océano Atlántico Norte) fue un pasajero del RMS Titanic y padre de dos niños supervivientes que fueron conocidos como los "Huérfanos del Titanic" tras el fallecimiento de este en el hundimiento.

## Biografía

### Vida personal
Nació en Sereď, localidad de Eslovaquia en el presente. Se trasladó a Francia, desde entonces residió en Niza. En 1907 contrajo matrimonio con la italiana Marcelle Caretto, con quien tuvo dos hijos: Michel Marcel Navratil (12 de junio de 1908) y Edmond Roger Navratil (5 de marzo de 1910). 
La pareja se divorció a primeros de 1912. Algunos factores señalaron a un intento fallido por abrir una sastrería y un affair extramatrimonial por parte de Marcelle, la cual obtuvo la custodia de los niños.

### A bordo del RMS Titanic
Michel obtuvo los derechos de visita durante las vacaciones de Pascua, sin embargo, cuando la madre fue a recogerlos a la hora acordada, habían desaparecido. Posteriormente cogería un barco en Montecarlo, Principado de Mónaco desde donde zarparían a Inglaterra. Una vez allí, se alojaría en el Charing Cross Hotel de Londres durante un tiempo mientras esperaba partir hacia EE. UU.
Identificado como "Louis M. Hoffman", nombre del amigo que le proporcionó documentación falsa, compró tres billetes de segunda clase con los que subir al RMS Titanic junto con sus hijos, a los que llamó "Lolo" (Michel Marcel) y "Momon" (Edmond Roger). Este explicó a otros pasajeros que "era viudo" y que había decidido llevarse a los niños a Estados Unidos, a los que vigilaba constantemente, salvo en una ocasión en la que le dio permiso a una compañera de viaje suiza: Bertha Lehman, a cuidarles mientras salía a jugar a las cartas.
En la noche de la colisión y posterior hundimiento, ayudado por otro pasajero, vistió con rapidez a los niños y después se los llevó a la cubierta de los botes. Michel Marcel declaró: "mi padre entró en el camarote y nos despertó. Me vistió con bastante ropa y me llevó en brazos. Por otro lado, un extraño hizo lo mismo con mi hermano. Cuando pienso en ello, me quedo conmovido. Ellos sabían que iban a morir". Sin embargo, algunos testigos relataron que uno de ellos vestía simplemente una camisa de franela y el otro iba cubierto con sábanas. Una vez puestos los niños a salvo en el bote D, el último en partir normalmente, Michel Navratil falleció en el hundimiento.
Su cuerpo fue recuperado en decimoquinto lugar por el barco Mackay-Bennett y enterrado el 15 de mayo en el cementerio hebreo Baron de Hirsch, Halifax, puesto que al haber embarcado con un apellido de origen judío, se lo creyó de esa fe siendo llevado a tal cementerio.
En 1982, quien fuera su nieta: Élisabeth Navratil, escribió: Les Enfants du Titanic en el que publicó la historia del desafortunado viaje.